# Bizkaia Arena
Bizkaia Arena – największa arena w Hiszpanii, położona w mieście Barakaldo. Jej maksymalna pojemność to 26.000, a w przypadku większości wydarzeń sportowych 18.640. Hala jest częścią Bilbao Exhibition Centre. Została otwarta w listopadzie 2004 roku. 
W Bizkaia Arena wystąpili m.in.: Iron Maiden, AC/DC, Bruce Springsteen, Leonard Cohen, Jonas Brothers i Rammstein.